# Nicomaco di Tebe
Nicomaco di Tebe (Tebe, IV secolo a.C. – IV secolo a.C.) è stato un pittore greco antico attivo tra il 370 e il 330 a.C., appartenente alla scuola pittorica tebano-attica.

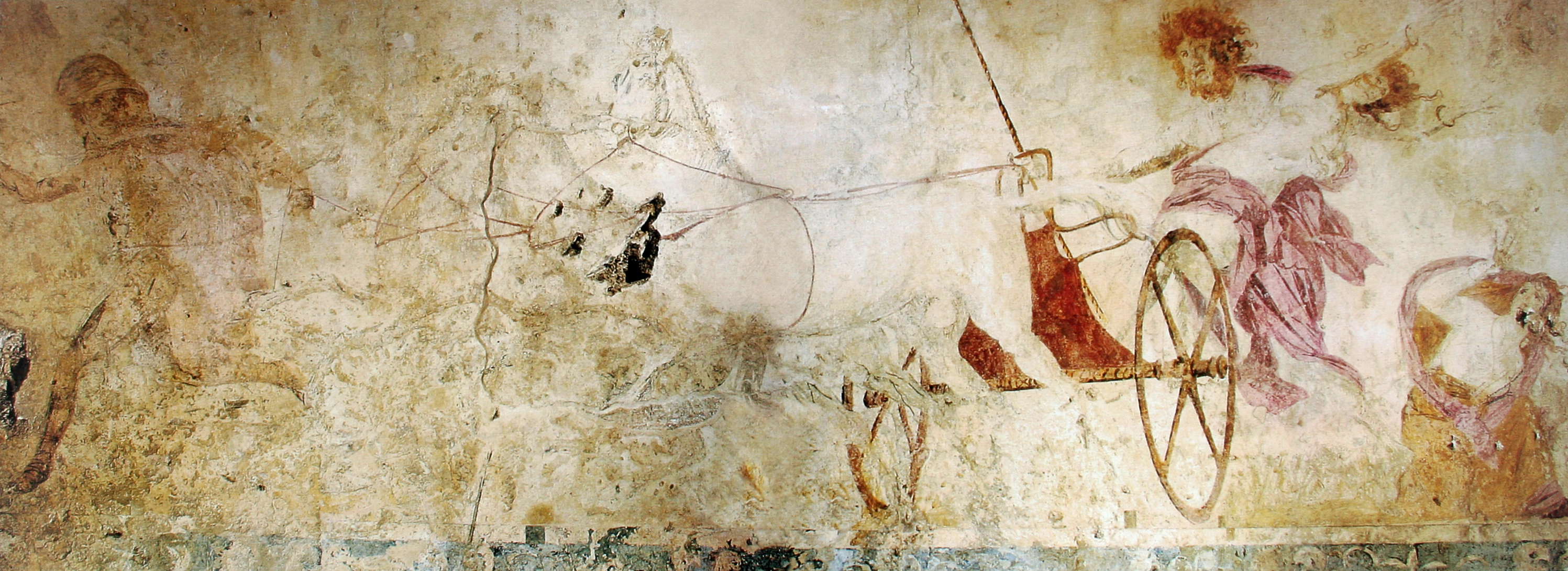
ratto di Persefone, Verghina

Figlio e allievo di Aristide di Tebe il vecchio, suoi allievi furono Aristide di Tebe e Filosseno di Eretria.

## Opere
Gli viene attribuita la decorazione della tomba di Persefone (Tomba I) a Verghina, dove il ratto di Persefone viene collegato al dipinto con lo stesso soggetto che Plinio gli attribuisce e che dice essere stato trasportato a Roma nel tempio di Minerva sul Campidoglio.
L'opera di Verghina viene inoltre collegata a livello stilistico e compositivo con la copia a mosaico della battaglia di Isso, il cui originale si attribuisce a Filosseno, confermando in questo modo l'appartenenza delle due composizioni originali e dei rispettivi autori ad una stessa bottega.
Nello stesso luogo Plinio attribuisce a Nicomaco una estrema velocità di esecuzione, caratteristica che può essere associata all'attività di frescante e all'utilizzo di "cartoni" che permettevano di riprodurre schemi compositivi simili per soggetti differenti.